# L'Éclair (Montpellier)
Pour les articles homonymes, voir L'Éclair.
L'Éclair est un quotidien régional français fondé en 1881 et disparu en 1944.
Son siège se situe à Montpellier. À son apogée, son domaine de diffusion couvre onze départements du Midi de la France (notamment l'Hérault et de l'Aveyron). Cette grande audience, qui se maintient jusqu'en 1944, lui donne une influence régionale majeure sous la Troisième République. Au cours de son existence, le journal se distingue par ses prises de position catholiques et royalistes ; il est considéré comme le dernier journal monarchiste de province.

## Historique
Aux élections de 1914, le soutien apporté par le journal royaliste à aux candidats de l'Alliance démocratique dans les Pyrénées-Orientales est déterminant pour leur victoire. Au cours de la Première Guerre mondiale et dans les années qui suivent, le journal se fait l'écho de la doctrine du nationalisme intégral et est considéré comme un satellite provincial du journal L'Action française,. Jacques Bainville y dispose d'une chronique régulière consacrée à la politique internationale. C'est L’Éclair qui publie son dernier article, le lendemain de sa mort ; cet expert reconnu de la géopolitique y met en doute les alliances tissées par la France avec les pays de l'Est : de manière prémonitoire, il estime qu'elles aboutiront à une invasion allemande du territoire national et que l'aide fournie par les alliés orientaux sera négligeable dans un conflit futur.
Les onze département qu'il couvre sont l'Hérault, le Tarn, l'Aveyron, l'Aude, le Gard, les Bouches-du-Rhône, le Vaucluse, les Pyrénées-Orientales, le Var, les Basses-Alpes et la Drôme.

### Fondation
Le premier numéro du journal paraît le 10 décembre 1881.

### Dirigeants
Le directeur historique de L’Éclair est Alexandre de Vichet. Sous l'Occupation, le journal a pour président-directeur général François Azaïs.

### Disparition
Le dernier numéro est le n° 23169, paru le 20 août 1944.

## Fonds d'archives
- Fonds : L'Éclair (1881-1944).  Cote : PAR 992, 4 Mi 186. Montpellier : Archives départementales de l'Hérault (présentation en ligne).